# Carbonia-Iglesias (provins)
Provinsen Carbonia-Iglesias (it. Provincia di Carbonia-Iglesias) var en provins i regionen Sardinien i Italien. Byerne Carbonia og Iglesias var provinsens hovedbyer.
Der var 131.890 indbyggere ved folketællingen i 2001.

## Geografi
Provinsen Carbonia-Iglesias grænser til:
- i nord mod provinsen Medio Campidano,
- i øst mod provinsen Cagliari og
- i syd og vest mod Middelhavet.

39°09′00″N 8°31′00″Ø / 39.15°N 8.5167°Ø